# Tripyla tenuicauda
Tripyla tenuicauda is een rondwormensoort uit de familie van de Tripylidae. De wetenschappelijke naam van de soort is voor het eerst geldig gepubliceerd in 1893 door Cobb.